# Hrabstwo Grant (Kentucky)

Piramida wieku hrabstwa

Hrabstwo Grant – hrabstwo w USA, w stanie Kentucky. Według danych z 2010 roku, hrabstwo zamieszkiwało 24682 osób. Siedzibą hrabstwa jest Williamstown.

## Miasta
- Corinth
- Crittenden
- Dry Ridge
- Williamstown